# NGC 6866
NGC 6866 é um aglomerado aberto na direção da constelação de Cygnus. O objeto foi descoberto pelo astrônomo William Herschel em 1790, usando um telescópio refletor com abertura de 18,6 polegadas. 